# Бирнбах
Би́рнбах (нем. Birnbach) — община в Германии, в земле Рейнланд-Пфальц. 
Входит в состав района Альтенкирхен-Вестервальд. Подчиняется управлению Альтенкирхен.  Население составляет 627 человек (на 31 декабря 2010 года). Занимает площадь 3,11 км².